# أرساميس الأول
أرساميس الأول (بالأرمنية: Արշամ)‏ يبدو أنه سيطر على كوماجيني وسوفين وأرمينيا في عام 260 قبل الميلاد بعد وفاة جده أورونتس الثالث ملك أرمينيا، ووالده ساميس ملك كوماجيني.
لم يتم تسجيل سبب وفاة كليهما في نفس العام، مع أنه يبدو مشبوهًا. من المعروف أن الإمبراطورية السلوقية كانت تحاول دائمًا الإطاحة بالسلالات الأرمنية التي كانت لا تزال تحكم الأراضي التي كانت لأسلافها في زمن الإمبراطورية الأخمينية.
لجأ زيايلاس البيثنيي إلى بلاط الملك أرساميس، وعند وفاة الملك نيكوميديس الأول من بيثينيا عاد زيايلاس إلى المملكة عام 254 قبل الميلاد.
ساند أرساميس أيضًا أنطيوخوس هيراكس ضد شقيقه، سلوقس الثاني، الذي هُزم في معركة ضد الملك ميثريدس الثاني من بونتوس بالقرب من أنقرة في عام 239 قبل الميلاد، وبعدها فقد سلوقس السيطرة على أي أراضٍ كانت له عبر جبال طوروس. لقد كان هذا في صالح أرساميس.
أسس أرساميس مدينتي أرساموساتا في سوفين وأرساميا (المعروفة اليوم باسم Eski Kale) في كوماجيني في 235 قبل الميلاد.
بعد وفاته أصبح ابنه البكر خرخش ملك كوماجيني وسوفين وأرمينيا ثم خلفه أورونتس الرابع بينما يتم تسجيل ابن آخر يُعرف باسم «ميثراس» (أو ميثرينس الثاني) باعتباره الكاهن الأكبر للمعبد للشمس والقمر في أرمافير.

## الأطفال
- خرخش، ملك أرمينيا وسوفين 228 - 212 قبل الميلاد
- أورونتس الرابع، ملك أرمينيا 212 - 200 قبل الميلاد
- ميثرينس الثاني، رئيس كهنة المعبد إلى الشمس والقمر في أرمافير.